# Impala (Verband)
Impala (kurz für: Independent Music Publishers and Labels Association) ist ein Verband von über 4.000 europäischen Independent-Labels und -Vertriebsorganisationen mit Sitz in Brüssel, Belgien. Impala wurde im April 2000 unter dem ersten Präsidenten Michel Lambot als Non-Profit-Organisation mit dem Ziel gegründet, einen Zweckverband und eine Interessensvertretung von unabhängigen Musikunternehmen in Europa darzustellen.

## Führungsebene
Die Führungspositionen werden in Rotation vergeben. Aktuelle Präsidenten des Verbandes sind Patrick Zelnick vom französischen Label Naïve, Michel Lambot von der belgischen PIAS Entertainment Group und Horst Weidenmüller vom deutschen Label !K7. Den Executive Chair hat die Britin Helen Smith inne.

## Mitglieder
Zu den Mitgliedern zählen prominente Independent-Labels wie die Beggars Group, die Edel SE, Cooking Vinyl oder Play It Again, Sam (PIAS) und Vertriebe wie die schweizerische Musikvertrieb AG oder SPV. Wie der deutsche Verband unabhängiger Musikunternehmen e. V. gehören auch die nationalen Branchenverbände der unabhängigen Labels und Vertriebsgesellschaften aus dem Vereinigten Königreich, Italien, Spanien, Frankreich, Belgien, Schweden, Norwegen, Dänemark und Israel zu Impala. Impala vertritt Musikunternehmen mit einem Marktanteil von beinahe 30 Prozent am weltweiten Musikmarkt Lambot sagte dazu: “We’re the largest company in the world if we act together” (deutsch: „Wir sind die größte Firma der Welt, wenn wir zusammen handeln“) Im Jahr 2020 hatten unabhängige Plattenlabels einem weltweiten Marktanteil von fast 40 Prozent.

## Aktivitäten
Impala versteht sich als internationales Netzwerk und fühlt sich dem Independent-Gedanken und kultureller Diversität verpflichtet. Dabei soll die gemeinsame Interessenvertretung dabei helfen, Handelsbarrieren und Marktzugangsschwierigkeiten abzubauen und in diesem Zusammenhang Kartellbildungen bei den Majors zu unterbinden. Die Heterogenität des Verbandes erschwert jedoch teilweise die Umsetzung dieses Vorhabens.

### Anti-Kartell-Politik
Impala klagte 2006 erfolgreich gegen den ersten Versuch der Fusion von Sony Music und BMG Music Entertainment zu Sony BMG Music Entertainment und engagierte sich auch gegen die Übernahme des Verlags von BMG durch Universal Music.
Die Proteste gegen die geplante Fusion von Warner Music und EMI Music wurden zurückgenommen, als Warner Zugeständnisse machte, die den Independent-Labels mehr Marktanteile sichern und das Digitalvertriebs-Projekt Merlin zu finanzieren helfen sollten. Damit waren aber nicht alle Mitglieder von Impala einverstanden, und das Label Ministry of Sound verließ deswegen sogar den britischen Branchenverband AIM.
Impala kritisierte die nachträgliche Zustimmung der Europäischen Kommission zum Zusammenschluss von Sony BMG. ebenso wie die spätere Übernahme des BMG-Anteils von Sony BMG durch Sony.

### Digitale Musikvermarktung
Ein Hauptanliegen dieses gemeinsamen Markthandelns ist es, in der im Zusammenhang mit der digitalen Verfügbarkeit fortlaufenden Umstrukturierung des Musikmarkts, der mehr Kosten für die Produktvermarktung bei gleichzeitig sinkenden Erlösen mit sich bringt, mit Synergien besser bestehen zu können.
Im Juni 2001 schloss Impala einen Lizenzvertrag mit Napster, mit dem der damals zusammen mit der Bertelsmann eCommerce Group geplante Musik-Abonnementdienst mit Inhalten versorgt werden sollte, was aber am zwischenzeitlichen Ende der Bertelsmann-Aktivitäten scheiterte.
Im Dezember 2002 wurde mit Impala Interactive ein zentralisiertes Lizenzierungssystem für Labelmitglieder begonnen, die ihre Inhalte Online-Musikdiensten lizenzieren wollen. Dieses System ging später im weltweiten Musiknetzwerk Merlin auf, das im Januar 2007 mit einem ähnlichen Hintergrund gestartet wurde. Dabei sollte der Zusammenschluss als ein „virtueller fünfter Major“ ein Gegengewicht zu den marktbeherrschenden vier Großkonzernen wirken. Auf der Midem 2007 propagierte Impala den Verzicht auf Digitale Rechteverwaltung beim digitalen Vertrieb von Musik und gab die Zusammenarbeit mit dem Musik-Lizenzierer Snocap bekannt.

## Impala Awards

### Impala European Independent Album of the Year
- 2020: Vitamin C – My Ugly Clementine[22][23]
- 2019: LP5 – Apparat
- 2018: Street Worms – Viagra Boys
- 2017: In My Head – Gurr
- 2016: Citizen of Glass – Agnes Obel
- 2015: Vestiges & Claws – José González
- 2014: Our Love – Caribou
- 2013: Guadalupe Plata Magic – Guadalupe Plata Magic
- 2012: Coexist – The xx
- 2011: 21 – Adele
- 2010: Chairs – Efterklang

### Impala Outstanding Contribution Award
- 2019: Music Declares Emergency
- 2018: Dagens Næringsliv und Markus Tobiassen
- 2017: Jonas Sjöström
- 2016: Plus 1 – Refugees Welcome!
- 2015: Eurosonic Noorderslag
- 2015: Armada Music und Armin van Buuren
- 2014: Charles Caldas
- 2013: Martin Mills und Label Love
- 2012: Mario Pacheco

### Impala Sales Awards
Die Impala Sales Awards werden für europaweite Verkäufe von Tonträgern (Alben, Singles oder Downloads) vergeben, die von einem unabhängigen Musikunternehmen veröffentlicht wurden. Die Verkündung der Preisträger erfolgt in unregelmäßigen Abständen, meist in Rahmen von internationalen Fachmessen. Eine Besonderheit bei der Rangfolge der Tonträgerauszeichnungen ist, dass eine Platin-Schallplatte einen höheren Stellenwert als eine Diamantene genießt. In der Regel stellt eine Diamantene Schallplatte andernorts die höchste Verleihungsform dar.
| Auszeichnung | bis 2010  | seit 2011 |
| ------------ | --------- | --------- |
| Silber       | 30.000    | 20.000    |
| 2× Silber    | —         | 40.000    |
| Gold         | 100.000   | 75.000    |
| 2× Gold      | —         | 150.000   |
| Diamant      | 250.000   | 200.000   |
| Platin       | 500.000   | 400.000   |
| 2× Platin    | 1.000.000 | 800.000   |
| …            |           |           |